# Discopus princeps
Discopus princeps là một loài bọ cánh cứng trong họ Cerambycidae.